# جورج مانيسيرا
جورج مانيسيرا (بالإسبانية: Jorge Manicera)‏ مواليد 4 نوفمبر 1938 في الأوروغواي - الوفاة 18 سبتمبر 2012، كان لاعب كرة قدم أوروغوياني كان يلعب في مركز الدفاع. سبق له أن لعب في كأس العالم لكرة القدم مع منتخب بلاده.

## روابط خارجية
- جورج مانيسيرا على موقع الاتحاد الدولي (مؤرشف)  (الإنجليزية)
- جورج مانيسيرا على موقع قاعدة بيانات كرة القدم.إي يو (الإنجليزية)
- جورج مانيسيرا على موقع ناشيونال فوتبول تيمز (الإنجليزية)
- جورج مانيسيرا على موقع Soccerway.com (الإنجليزية)